# Godzillas Todespranke
Godzillas Todespranke (koreanisch: 대괴수 용가리, Taekoesu Yonggary, Alternativtitel: Godzilla, Monster des Schreckens oder Yongary, Das Monster aus der Tiefe) ist ein südkoreanischer Spielfilm aus dem Jahr 1967. Hauptfigur ist entgegen dem deutschen Verleihtitel nicht das japanische Monster Godzilla, sondern das koreanische Fantasiegeschöpf Yonggary.
Eine südkoreanisch-amerikanische Neuverfilmung entstand im Jahr 1999 mit 2001 Yonggary.

## Handlung
Nach chinesischen Nukleartests untersucht der frisch verheiratete Pilot Twang im Auftrag seines Schwiegervaters Dr. Jo eine Serie von Erdbeben, die sich von der Halbinsel Li Lau Tung auf Seoul zubewegen. Es stellt sich heraus, dass die Erdbeben vom in der koreanischen Legende bekannten Urzeitmonster Yonggary ausgelöst wurden. Yonggary bewegt sich auf die südkoreanische Hauptstadt zu, die sofort evakuiert wird. Die Panzer, die dem Urzeitwesen zu Leibe rücken, zeigen keine Wirkung; Yonggary verwüstet Seoul. Nachdem Yonggary zu einer Fabrikanlage läuft, will man ihn mit Raketen töten. Als sich jedoch herausstellt, dass Yonggary sich von Öl ernährt, lockt man ihn zu einer Raffinerie außerhalb von Seoul, zunächst vergeblich durch Öffnen der Pipelines, dann erfolgreich mit Hilfe eines Hubschraubers. Schließlich wird die Luftwaffe eingesetzt, die Yonggary mit einer für ihn tödlichen ammoniakhaltigen Substanz übergießt.

## Uraufführungen
- Südkorea: 13. August 1967
- Deutschland: 1. September 1972[1]

## Kritiken
„Läppisch in Machart und Thematik; kein echter Vertreter der ‚Godzilla‘-Serie.“

„Daß man das Untier außer Gefecht setzt, steht außer Frage: Man setzt ihm mit einem hochkonzentrierten Kühlmittel zu, packt es in ein Raumschiff und schießt es ins All. Es wäre allerdings keine üble Idee gewesen, mit den beiden Drehbuchautoren ebenso zu verfahren“